# Zelandobius dugdalei
Zelandobius dugdalei är en bäcksländeart som beskrevs av Mclellan 1993. Zelandobius dugdalei ingår i släktet Zelandobius och familjen Gripopterygidae. Inga underarter finns listade i Catalogue of Life.